# Моргун, Николай Сергеевич
Николай Сергеевич Моргун (укр. Моргун Микола Сергійович; 9 ноября 1944, Симферополь — 30 марта 2017, Симферополь) — советский, украинский и российский художник, педагог, заслуженный художник Украины (2004). Работал в Симферополе.

## Биография
В 1964 году окончил Крымское художественное училище имени Н. С. Самокиша преподаватели по специальности Петров И. С., Пузыревич А. А., Шипов А. Н., Хараборина В. Г. С 1964 по 1967 год — служил в рядах Советской армии. В 1973 году окончил Киевский государственный художественный институт, преподаватели по специальности В. Г. Выродова-Готье, А. А. Пламеницкий, В. Г. Пузырьков, Тихий И. А.. С 1978 года — член Союза художников СССР.
С 1994 года — заместитель по творческой работе председателя правления Крымской организации Национального союза художников Украины. С 1973 по 2001 годы преподавал в Крымском художественном училище имени Н. С. Самокиша. С 2005 года — председатель правления Крымской организации Национального союза художников Украины, затем — Крымского отделения Союза художников России.
Работал в жанрах пейзажа, портрета и натюрморта. Произведения находятся в фондах музеев Крыма, Украины, а также в частных коллекциях России, и за рубежом. Среди работ, посвящённых природе: «Весенний Суздаль», «Путь к храму», «Музей деревянного зодчества», «Окраина села», «Старые избы», «Березы Седнева», «Весенняя Алупка» и другие.

## Награды и звания
- Заслуженный художник Украины (2004).
- Заслуженный деятель искусств Автономной Республики Крым (2000).
- Лауреат премии Автономной Республики Крым за 2000 год (2001)[2].